# ニューカレドニアズクヨタカ
ニューカレドニアズクヨタカ(Aegotheles savesi)は、鳥綱アマツバメ目（ヨタカ目とする説もあり）ズクヨタカ科ズクヨタカ属に分類される鳥類。

## 分布
ニューカレドニア

## 形態
全長28センチメートル。尾羽は長い。全身に黒い不規則な斑点が入る。

## 人間との関係
1880年に模式標本となった個体が発見・採取され、1960年に標本が採取された例がある。1998年に目撃例がある。